# Proteuxoa angasi
Proteuxoa angasi är en fjärilsart som beskrevs av Felder 1874. Proteuxoa angasi ingår i släktet Proteuxoa och familjen nattflyn. Inga underarter finns listade i Catalogue of Life.